# Об'єднана Федерація Планет
Це стаття про вигадану організацію з всесвіту «Зоряний шлях».
Об'єднана федерація планет — вигадана федеративна держава зі всесвіту «Зоряного шляху», що об'єднує планети людей, вулканців, андоріанів, телларитів та інших цивілізацій. Представники Федерації планет є головними протагоністами творів за «Зоряним шляхом».
Об'єднана федерація планет була заснована в 2161 році з ініціативи чотирьох рас: андоріанців, вулканців, людей і телларитів, і розташована в Альфа-квадранті і Бета-квадранті Чумацького Шляху. Її протяжність складає близько 8 тисяч світлових років.

## Організація

Багатовидова команда зорельота Федерації планет («Зоряний шлях: Вояджер»)

Федерація являє собою організацію на зразок Організації Об'єднаних Націй (ООН). До неї входять цивілізації, які опанували космічними польотами з надсвітловою швидкістю, мають стабільну політичну єдність і не практикують кастовий чи будь-який інший устрій суспільства, що дискримінує окремих його членів. До Федерації можна увійти, подавши петицію та дочекавшись кінця випробовувального терміну, так само як і вийти з неї. Основу збройних сил становить Зоряний флот (штаб розташований в Сан-Франциско). Крім того, Зоряний флот відповідає за космічні дослідження.
Об'єднана федерація планет управляється Радою Федерації, що засідає в Сан-Франциско (Земля) на чолі якої стоїть президент, резиденція якого розміщена в Парижі (Земля). Основним законом Федерації є її статут («Статут Об'єднаної федерації планет» (англ. Charter of the United Federation of Planets)), відоміший як Конституція Федерації. В основу цього статуту лягли Статут ООН та інші нормативні документи. Не менш важливу роль для міжпланетної організації відіграє й інший документ — «Директиви Зоряного флоту» (особливо Верховна директива), що регламентує порядок космічних досліджень та іншопланетних контактів. Згідно нього, Федерація не повинна втручатися в розвиток цивілізацій, які ще не створили надсвітлових зорельотів.
З серіалів «Зоряного шляху» і повнометражних фільмів на його основі відомо 68 цивілізацій, що входять до складу Федерації. В творах за «Зоряним шляхом» показані не всі з них, деякі з цивілізацій-учасників відомі тільки за виглядом їхніх послів, тоді як навіть назва лишається невідомою. Головні цивілізації в Об'єднаній федерації планет:
Засновники
- Об'єднана Земля (люди)
- Вулканське верховне командування (вулканці)
- Андоріанська імперія (андоріанці)
- Теллар Прайм (телларити)

Члени Ради Федерації
- аркадіанці
- аріоло
- кайтіани
- дельтани
- ґразеріти
- кашіта
- кселатіани
- зераніти
- алголіани
- арбазан
- арданани
- бензіти
- бетазоїди
- боліани
- корідани
- ефросіани
- галііани
- ктаріани
- гекарани
- пеліар зельці
- рігеліани
- рісіани
- закадорни

У можливому варанті XXVI століття членами Федерації також є ітеніти, клінгони та альянс видів Зінді.

## Історія Федерації

### Передумови виникнення
Після закінчення Третьої світової війни вчений Зефрам Кохрейн сконструював перший варп-двигун, що дозволяв рухатися з надсвітловою швидкістю. У 2063 він здійснив свій перший політ. Ці короткі випробування привернули увагу більш технічно розвиненої раси вулканців. Після цього історичного польоту стався перший контакт землян з іншопланетною цивілізацією. Вулканці поділилися з землянами своїми технологіями та наглядали за відновленням людської цивілізації.
У 2151 зореліт «Ентерпрайз NX-01» почав дослідження галактики, відкриваючи нові іншопланетні цивілізації. В 2152 він вперше виявив докази існування ромуланців. Ті в 2154 з метою об'єднати свою імперію з вулканцями дестабілізували політичну ситуацію в Альфа-квадранті галактики. Для протидії їм люди, вулканці, андоріанці й телларити об'єднали зусилля, а в 2155 заснували Коаліцію планет. Ромуланці намагалися приховати ким вони є (нащадками давніх вулканців), що вилилося у Земле-ромуланську війну, де вони зазнали нищівної поразки від Коаліції 2160 року. Це зблизило учасників Коаліції планет і в 2161 році в Сан-Франциско (Земля) було підписано утворення Об'єднаної федерації планет. Від лиця Землі підпис поставив капітан «Ентерпрайза» Джонатан Арчер. Між новоутвореною державою і Ромуланською імперією було встановлено нейтральну зону.

### Рання історія
Об'єднана федерація планет в наступні роки розширювала сферу свого впливу завдяки експедиціям зорельотів і автоматичних зондів. Наприкінці XXII століття на Землі виникла Нова світова економіка, за якої відпала потреба в грошах, а будь-які товари можна було майже миттєво створити за допомогою пристроїв реплікаторів. Для стосунків з іншими планетами було запроваджено валюту федеративний кредит. Перша половина XXIII століття супроводжувалася активними дослідженнями галактики такими кораблями, як «Ентерпрайз NCC-1701». Було налаштовано дружні стосунки з іншими цивілізаціями, що поступово приймалися до Федерації. Однак, успішними були не всі контакти, шеліаки, ґорни й толіани виявилися ворожими, хоча й не проводили воєнних дій. Попри нейтральну зону між ромуланцями та Федерацією, обидві держави здійснювали як дипломатичні зустрічі, так і спецоперації одна проти одної.
Швидке розширення Федерації супроводжувалося суперечками за володіння планетами з Клінгонською імперією. У 2223 між ними почалася холодна війна, але до відкритих сутичок конфлікт не доходив. У середині XXIII століття клінгони, вбачаючи у Федерації загрозу, почали з нею війну. На початку вони перемагали завдяки перевазі в технологіях, але внутрішні суперечності дезорганізували клінгонів, що дозволило людям поставити на їх чолі союзну особу та припинити війну. У 2293 один із супутників рідної планети клінгонів вибухнув, що спричинило економічну кризу. Катастрофа змусила клінгонів звернутися за допомогою до Федерації планет, що стало запорукою майбутніх мирних відносин.

### Перешкоди в розширенні
У першій половині XXIV століття Федерація планет зазнала збройних сутичок з ромуланцями, також зберігалася напруга з клінгонами. Проте в 2349 з останніми було підписано альянс. Упродовж 2347-2360-і тривала війна з ксенофобними кардасіанцями. В 2370 між їхніми володіннями і територією Федерації утворилася демілітаризована зона, а низку планет було віддано кардассіанцям. Внаслідок цього на переданих колоніях виникли терористичні рухи. Іншою проблемою стали таларіани, котрі відставали в технологічному розвитку, але вигравали в тактиці. Крім того відбувалися сутички з ценкеті, а в 2364 виявилося, що командування Зоряного флоту заражене розумними паразитами.
Кілька аванпостів Федерації та ромуланців на межах нейтральної зони було загадковим чином знищено. В 2365 з'ясувалося, що агресорами був Колектив борґів — кіборгів, поєднаних в єдиний колективний розум, який асимілює населення й технології всіх зустрінених видів. У 2367 відбулася битва з їхнім кораблем, яку хоч і було виграно, але ціною великих втрат. Зіткнення з борґами спонукало Федерацію розробляти кораблі нових типів, більш орієнтовані на війну, ніж на дослідження. В 2373 Куб борґів атакував Землю, але був знищений. Хоча борґи перевершували цивілізації Альфа-квадранта технологічно, їхні основні володіння знаходилися досить далеко для повномасштабного вторгнення.
У 2370 Федерація зустрілася з Домініоном — розвиненим союзом кількох цивілізацій з Гамма-квадранта галактики. Ці вороги прагнули завоювати Альфа-квадрант, що змусило тамтешні цивілізації об'єднатися. Панівний вид Домініону, Змінники, могли набувати різних форм, чим користувалися для диверсій та шпигунства. Кардассіанці увійшли до Домініону, а клінгони стали потерпати від нападів борґів. У цей час Федерація об'єднувала 150 планет і простягалася на понад 8000 світлових років. Головною перешкодою для Домініону було сполучення з Альфа-квадрантом через кротовини, розташовану біля станції «Глибокий космос 9». Зібравши великий флот, Федерація відбила станцію та заручилася підтримкою ромуланців. Проте Конфедерація брінів стала на бік Домініону. В 2375 бріни атакували Землю, знищивши своєю зброєю кораблі Зоряного флоту і ромуланців. Однак, клінгонські виявилися невразливими до неї. Невдовзі було захоплено технології, що убезпечили і решту кораблів Федерації. Війна пішла до завершення із захопленням столиці кардассіанців. Наприкінці 2375 війна з Домініоном завершилася. Нападники повернулися в Гамма-квадрант, однак Федерація зазнала значних втрат.
Тим часом у 2371 корабель «Вояджер» через аномалію опинився в досі майже недослідженому Дельта-квадранті, звідки повернувся через 7 років. «Вояджер» зібрав багато цінних відомостей про цивілізації, картографію цього регіону, і також зруйнував транспортну систему борґів, відрізавши їм шлях у решту галактики.
У 2379 було укладено мир з ромуланцями, але це виявилося пасткою, ціллю якої було знищити життя на Землі. Після провалу цієї операції ромуланцями, в 2387, в галактиці спалахнула наднова, знищивши столицю ромуланців. Для їхнього порятунку капітан Жан-Люк Пікар організував рятувальну операцію, але її було скасовано. Після цього рятувальний флот, базований на Марсі, знищили синтети в ході несподіваного повстання, влаштованого ромуланцями. Інцидент став підставою для заборони на створення синтетів, який згодом скасовано після доведення стороннього втручання.

### Часова холодна війна
У XXVI столітті Федерація цілком опанувала подорожами в часі, що доти були випадковими або експериментальними. Вони дозволили досліджувати минуле, проте поставили під загрозу існування відомого ходу історії. Було сформовано Комісію цілісності часу для протидії спробам зміни історії. Намагання різних сил вплинути на розвиток минулих і майбутніх подій отримали назву Часова холодна війна. Її безпосередніми учасниками були Федерація планет, на'кул, Будівельники сфер і невідомий гуманоїд, де кожна сторона мала власні інтереси. Внаслідок війни утворилися часові лінії, де Федерацію не було засновано, Землю знищили Зінді та під час Другої світової війни нацисти отримали допомогу на'кул. Значну роль у їх виправленні відіграв корабель XXII століття «Ентерпрайз NX-01», втягнутий у конфлікт.

### Розпад і відновлення
У серіалі «Зоряний шлях: Дискавері» показано, що до XXXI століття Федерація перебувала на порозі кризи через вичерпання покладів дилітію, необхідного для роботи надсвітлових двигунів. Близько 3096 року весь дилітій в двигунах по цілій галактиці раптово став інтертним, що спричинило вибухи зорельотів. Це зробило надсвітлові польоти неможливими і згодом лише деякі новозбудовані зорельоти відновили сполучення між планетами. Федерація розпалася, в ній лишилося 38 планет з понад сотні. Земля вийшла зі складу Федерації та стала жити ізольовано, хоча й зберегла високий технологічний розвиток. Планета Ні'Вар (колишній Вулкан) вважалася джерелом катаклізму через експерименти з альтернативними способами надсвітлових польотів. У 3189 зореліт «Дискавері» потрапив у цей час і завдяки своєму споровому двигунові став запорукою відновлення Федерації. Завдяки його екіпажу було подолано кримінальний синдикат «Смарагдовий ланцюг», який претендував на місце нової галактичної держави, та знайдено справжнє джерело катаклізму. Ним виявився представник виду келпіенів, який вступив у симбіоз з дилітієм і мимовільно вплинув на нього через свої сильні емоції. Відкриття «Дискавері» цілої планети з дилітію дало Федерації надію на відбудову.

## Альтернативна історія
У паралельному всесвіті, що іноді перетинається з основним, так званому Дзеркальному всесвіті, замість миролюбної Федерації планет існує жорстока Терранська імперія. Заснована людьми, вона є вкрай расистською та агресивною авторитарною державою, яка знищує або поневолює інші цивілізації. Передумови її виникнення сягають глибоко в історію Землі того всесвіту, де люди фізіологічно схильні жити в напівтемряві та вирізнялися більшим прагматизмом. У Дзеркальному всесвіті Зефрам Кохрейн вбив делегацію вулканців і захопив їхній корабель, з чого почалися завоювання галактики.
Хоча історія Дзеркального всесвіту відрізняється від історії нормального, в обох відбуваються ті самі основні події, в Дзеркальному існують антиподи багатьох персонажів, організацій та космічних кораблів. Іноді представники Терранської імперії потрапляють до всесвіту Федерації і навпаки через природні аномалії.

## Економіка Федерації
Автори серіалу показують Федерацію як суспільство з пост-дефіцитною економікою, де кожен може отримати те, що йому необхідно. У першу чергу це пов'язано з винаходом реплікатора, здатного швидко сконструювати атом за атомом будь-яку річ. Завдяки цьому будь-яка людина змогла без будь-яких зусиль отримувати необхідні їй ресурси, що дозволило забути слово «дефіцит». Люди працюють не через гроші, а для власного вдосконалення.
Починаючи з XXII століття гроші стали поступово виходити з обігу, хоча поза межами Землі продовжували використовуватися. До XXIV століття вони практично зникли, оскільки у простого громадянина в них не було необхідності. У фільмі «Зоряний шлях 4: Подорож додому» гроші у Федерації вже не використовуються. Так звані кредити Федерації слугують, швидше, для забезпечення економічних зв'язків з іншими цивілізаціями.